# مسیه ۷۳۵۹
سیارک ۷۳۵۹ (به انگلیسی: 7359 Messier، نامگذاری:1996BH) هفت هزار و سیصد و پنجاه و نهمین سیارک کشف شده‌است که در ۱۶ ژانویه ۱۹۹۶ کشف شد.
قدر مطلق سیارک برابر ۱۲٫۲۰ است.